# 住民参画
住民参画（じゅうみんさんかく、英語: Public Involvement, PI）とは、情報公開、住民の意見聴取といった従来の「住民参加」にとどまらず、多様な住民意見を反映し、住民の視点を生かした政策を行うために、地域政策の計画立案、意思決定において、行政と住民との意見交換、合意形成を行うことである。
市民参加、住民参加が伴う街づくりの各分野で使われるようになってきているが、パブリックインボルブメントの元々は、道路行政における計画策定に際して、市民に広く意見を求め、市民の意志を確認するための調査を行い、かつ計画策定のプロセスを市民と共有する仕組みであった。

## 効果
住民の合意に基づいて地域計画が作られるため、計画の推進に際しては、住民の協働、理解が得られやすくなる。

## 問題点
他方、実際に住民参画が行われる際には、一般的に合意形成までに多くの時間、経費、労力が必要になるとされる。また、住民に参画の経験の少ない場合、住民の発言が行われず形骸化してしまうこともある。

## 現状
自治体等では住民意見の調整などのルール作りが進められている。

## 市民参画と住民参画
住民参画は地域性が重視される。「OO市市民参画」と言う場合、基本的には、ある一定の地域的な範囲を持つため、住民参画と同様の意味を持つ。
しかし、市民の語義は多義的で、地域性があいまいである。どの範囲の参画を求めるか（非住民の参加など）については個々のケースによる。